# Ашхаражохов
Ашхаражохов (арм. Աշխարհաժողով, в пер. совещание миров, совещание ашхаров) — высший совещательный орган  Древней Армении, в который входили все сословия страны. Ашхаражохов был правомочен объявлять войну,  отстранять от должностей недостойных светских и духовных лидеров страны, организовывать выборы католикоса, устанавливать законы и правила.
Армянский летописец V века Агатангелос:
А царь Трдатиос дал приказ созвать на собор всех воинов своих... И собрались все воины вообще, и вельможи, и правители порубежных областей, и правители городов, почтенные полководцы, повелители и князья, нахары и азаты, судьи и военачальники, придя, стали перед царём.
Вот одно из 
сообщений Павстоса Бюзанда о созванном в чрезвычайной ситуации Ашхаражохове, 
касающемся событий, последовавших пленению царя Тирана: 
Потом еще больше собралось мужей страны Армянской: кроме полководцев - великие нахарары, старшины, правители, хозяева краев, мужи благородные и даже селяне-простолюдины. Обсуждали вместе и говорили: «Что же это мы делаем: сидим и горюем, а враги воспользуются этим, и опять нападут на страну. Давайте утешимся, защитим себя и страну и отомстим за исконного хозяина нашего».

## История решений
Именно на Ашхаражохове в 301 году н.э., по свидетельству историка Агафангела, христианство было принято государственной религией.
Другой Ашхаражохов, созванный в чрезвычайной ситуации, состоялся с целью свержения царя Аршака II, которое не состоялось из-за вмешательства католикоса Нерсеса Великого. В  Ашхаражохове, состоявшемся у 
католикоса, приняли участие многие, начиная от армянского дворянства, до крестьян-рамиков.  
В отличие от этой неудачной попытки свержения Аршака II, в 16г. н.э. у горы Нпат был созван Ашхаражохов, целью которого было свержение 
захватившего трон Армении римского ставленника Вононеса Аршакуни. 
Свержение состоялось. Согласно свидетельству современного летописца, 
после собрания у горы Нпат Вононес «более не имел возможности править». 